# Lonchaea urubambana
Lonchaea urubambana är en tvåvingeart som beskrevs av Willi Hennig 1948. Lonchaea urubambana ingår i släktet Lonchaea och familjen stjärtflugor.
Artens utbredningsområde är Peru. Inga underarter finns listade i Catalogue of Life.